# Popkornovač

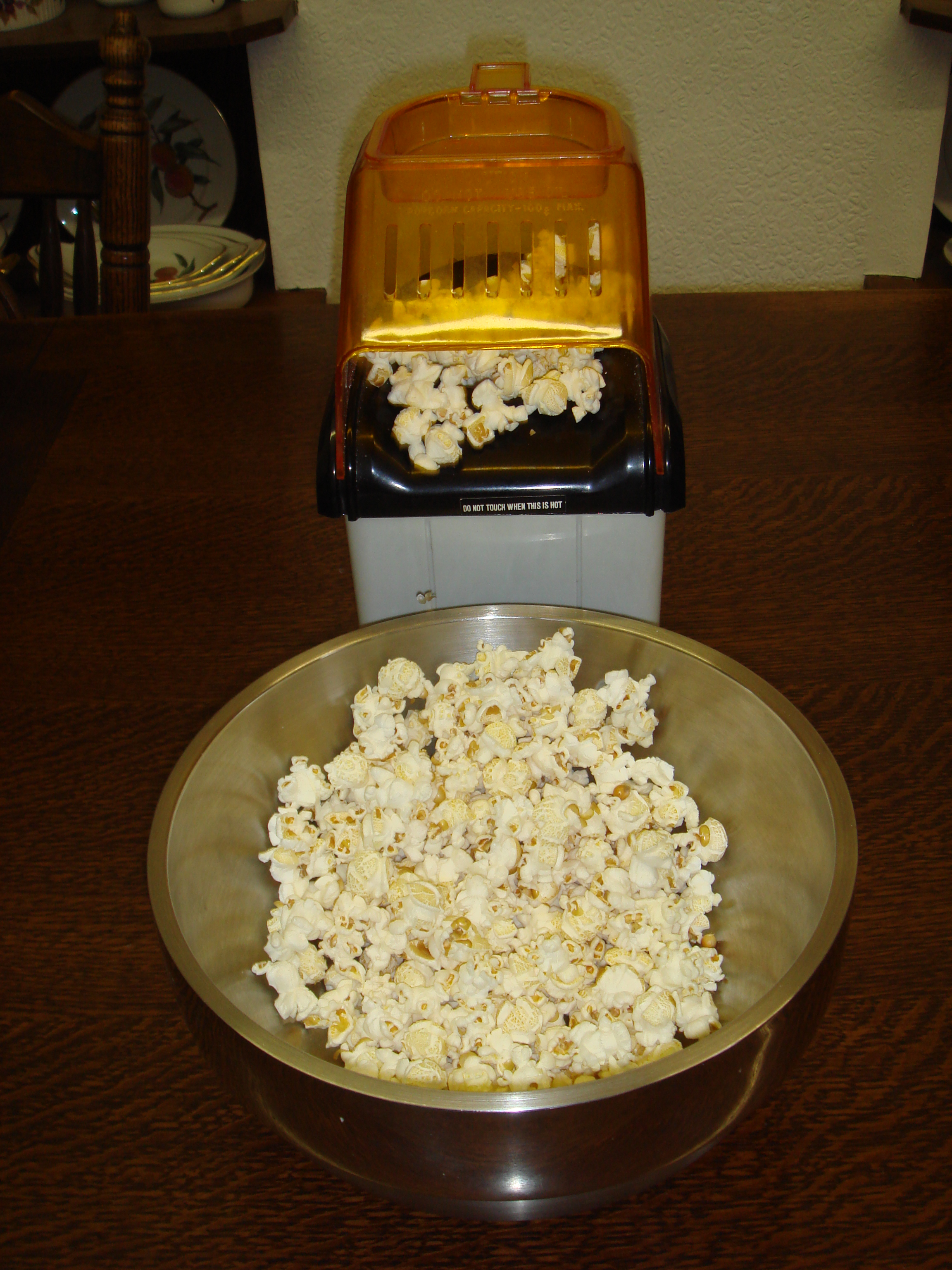
Domácí malý popkornovač

Popkornovač je přístroj na výrobu popcornu. Komerční velkovýrobní stroj na výrobu popcornu vynalezl koncem 19. století Charles Cretors. K domácí výrobě popcornu existuje ale nespočet různých způsobů od využití malých popkornovačů nebo mikrovlnné trouby.
Malé jednoduché přístroje slouží pro výrobu popcornu doma v malém množství. Jde většinou o nádobu s plotýnkou, do níž se dají zrnka kukuřice, plotýnka se vyhřeje elektrickým proudem a zrnka rozpukají. Dražší přístroje mohou být vybaveny např. termostatem, který popkornovač včas vypne, aby se popcorn nespálil.
S komerčními popkornovači se obvykle setkáme v kinech, na festivalech a jiných slavnostech, kde se popcorn připravuje v pánvi s horkým olejem. Z tohoto oleje pak přejde asi 45 % celkového množství kalorií do popcornu. Komerční popkornovače umožňují často popcorn rovnou při výrobě i barvit a dochucovat. 

## Historie
Charles Cretors pocházel z městečka Lebanon ve státě Ohio. Cestoval přes středozápad, na několik let se usadil v kansaském městě Fort Scott a poté ve městě Decatur ve státě Illinois. Podnikal v malířském průmyslu, pracoval ve veřejném podniku, otevřel si pekárnu a dokonce i cukrárnu. A jelikož každé jeho podnikání vedlo k tomu následujícímu, uvědomil si Cretors svou vášeň pro zjišťování toho, jak věci pracují. Do své cukrárny si pořídil stroj na pražení arašídů, které chtěl nově zahrnout do nabídky. Protože však nebyl spokojen s jeho funkčností, přepracoval jej. A právě v této době, v roce 1885, se Cretors přestěhoval i se svou ženou a dětmi do Chicaga, kde zamýšlel s tímto svým novým strojem prorazit na trh.
Cretors chtěl svůj nový přístroj vyzkoušet v každodenním provozu a zároveň potřeboval získat peníze. Koupil si tedy licenci a postavil přístroj na chodník před svým obchodem, kde ho mohl jak vyzkoušet, tak prodávat vyrobené produkty. Licenci zakoupil 2. prosince 1885 a to je také den vzniku jeho společnosti C. Cretors & Company. Jeho přístroj byl poháněn malým parním strojem, který automatizoval celý proces pražení. To byl v té době zcela nový koncept. Jednoho dne se Cretors náhodou setkal s obchodním cestujícím, který si od něj koupil sáček pražených arašídů. Obchodníka, jistého J. M. Savage, přístroj na pražení arašídů velice zaujal a nabídl se, že by se přístroj pokusil prodávat ve své územní oblasti. Cretors souhlasil, a tak si najal svého prvního obchodního zástupce.

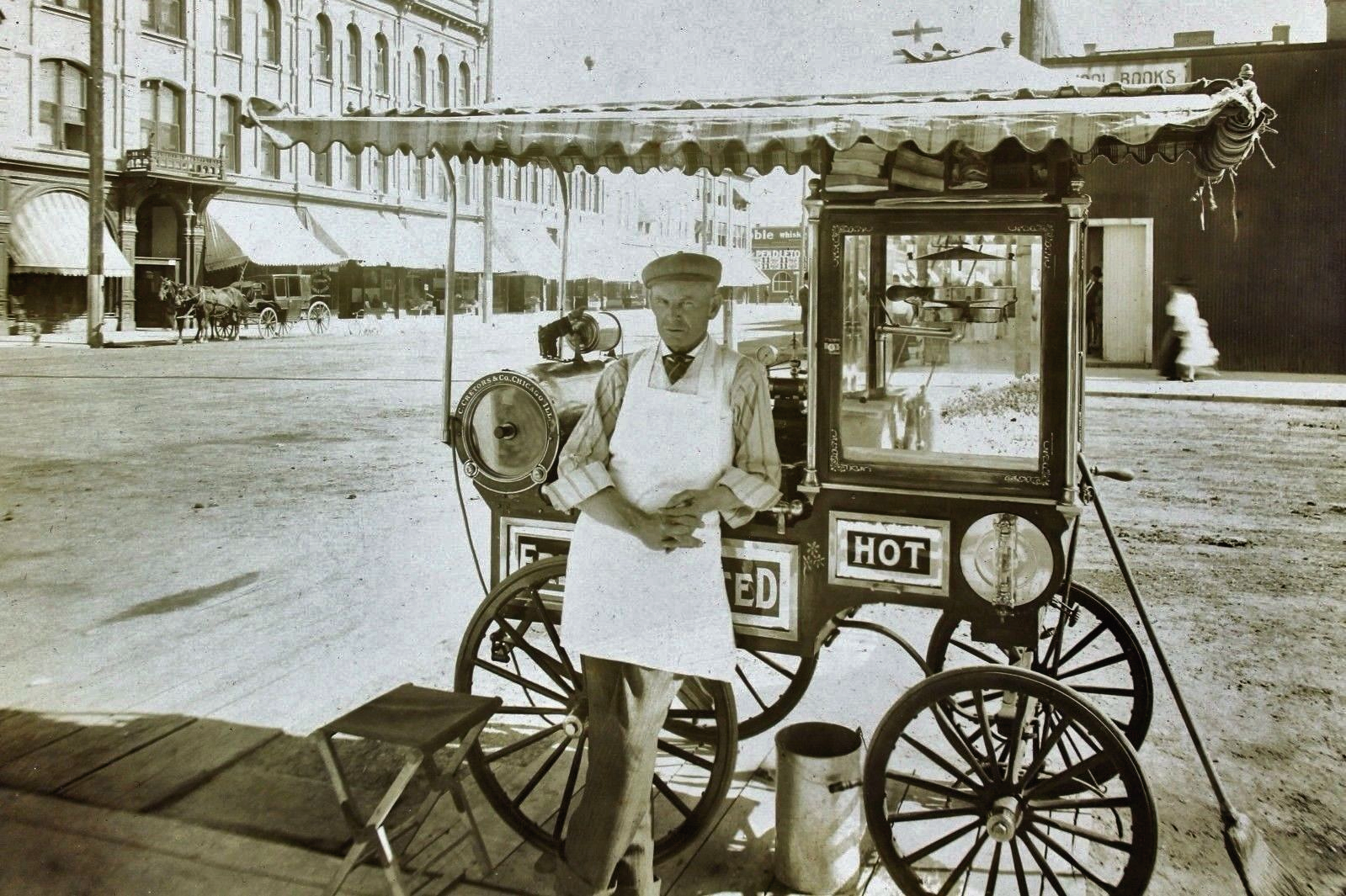
Parou poháněný popkornovač firmy C. Cretors & Company, ca 1905

Do roku 1893 vytvořil Cretors přístroj poháněný parou, který byl schopný opražit přes pět kilogramů arašídů, devět kilogramů kávy, kukuřičných zrn a také jedlých kaštanů. Popcorn se stal novou oblíbenou pochoutkou. Cretors tedy přetvořil svůj přístroj tak, aby mohl pražit kukuřici i arašídy zároveň. Konstrukce jeho přístroje nabízela oproti ručně obsluhovanému přístroji na pražení několik výhod. Zaprvé, výsledek této automatizované výroby byl mnohem předvídatelnější, což bylo příhodné jak pro prodejce, tak pro zákazníka. Zákazníky přitahovala též novinka v podobě parního stroje a Tosty Rosty Man, malý mechanický klaun, který přístroji dělal reklamu. Cretorův přístroj byl prvním automatickým přístrojem, který byl schopen připravovat popcorn stejnoměrně a s různými příchutěmi. Výsledkem byl pokaždé stejný produkt. Cretors si zažádal o patent na svůj nový automatický přístroj na pražení arašídů a popkornovač 10. srpna 1891. Patent číslo 506 207 mu byl vydán 10. října 1893.
Charles Cretors vzal svůj nový popkornovač a přístroj na pražení arašídů na Světovou výstavu konanou v roce 1893 v Chicagu (anglicky Chicago’s Columbian Exposition), kde jej představil veřejnosti. Popkornovač měl v té době již novou podobu, a to podobu vozíku s přístrojem na přípravu popcornu. Po zkušební době, kdy Cretors rozdával vzorky svého nového produktu, se začali lidé shromažďovat před jeho stánkem, aby si koupili sáček horkého popcornu s máslovou příchutí.

## Typy přístrojů a způsob výroby

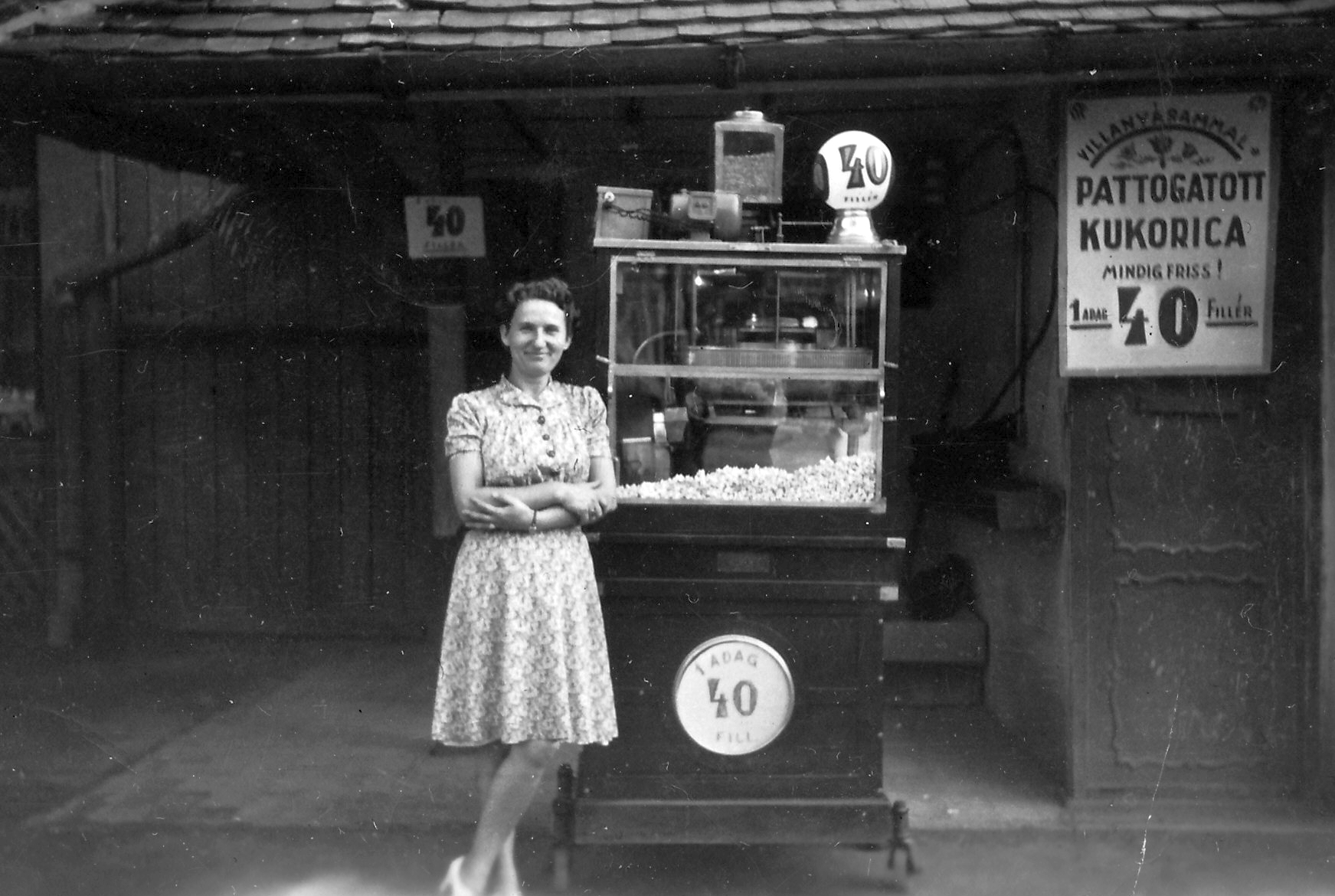
Komerční popkornovač, 40. léta 20. století

Na trhu jsou k dispozici speciální hrnce na výrobu popcornu pod mnoha obchodními názvy, například Whirley Pop, Theater II nebo Sweet & Easy. Všechny pracují na stejném principu: jsou to hrnce se zabudovanou míchací čepelí, která se obsluhuje otáčením kliky. Otáčení zabraňuje připálení kukuřičných zrn na dně hrnce a také umožňuje uživatelům smíchat zrnka s cukrem ještě před jejich puknutím a tím si vytvořit slazený popcorn.
V roce 1978 představila společnost Presto produkt Popcorn Pumper, přístroj na výrobu popcornu v domácích podmínkách. Přístroj fungoval na bázi horkého vzduchu, který ohříval kukuřičná zrna. Jelikož přístroj nepotřeboval k přípravě popcornu olej, snížilo se množství kalorií a tuku ve výsledném produktu. Příprava popcornu byla také mnohem snazší a rychlejší než příprava v pánvi.

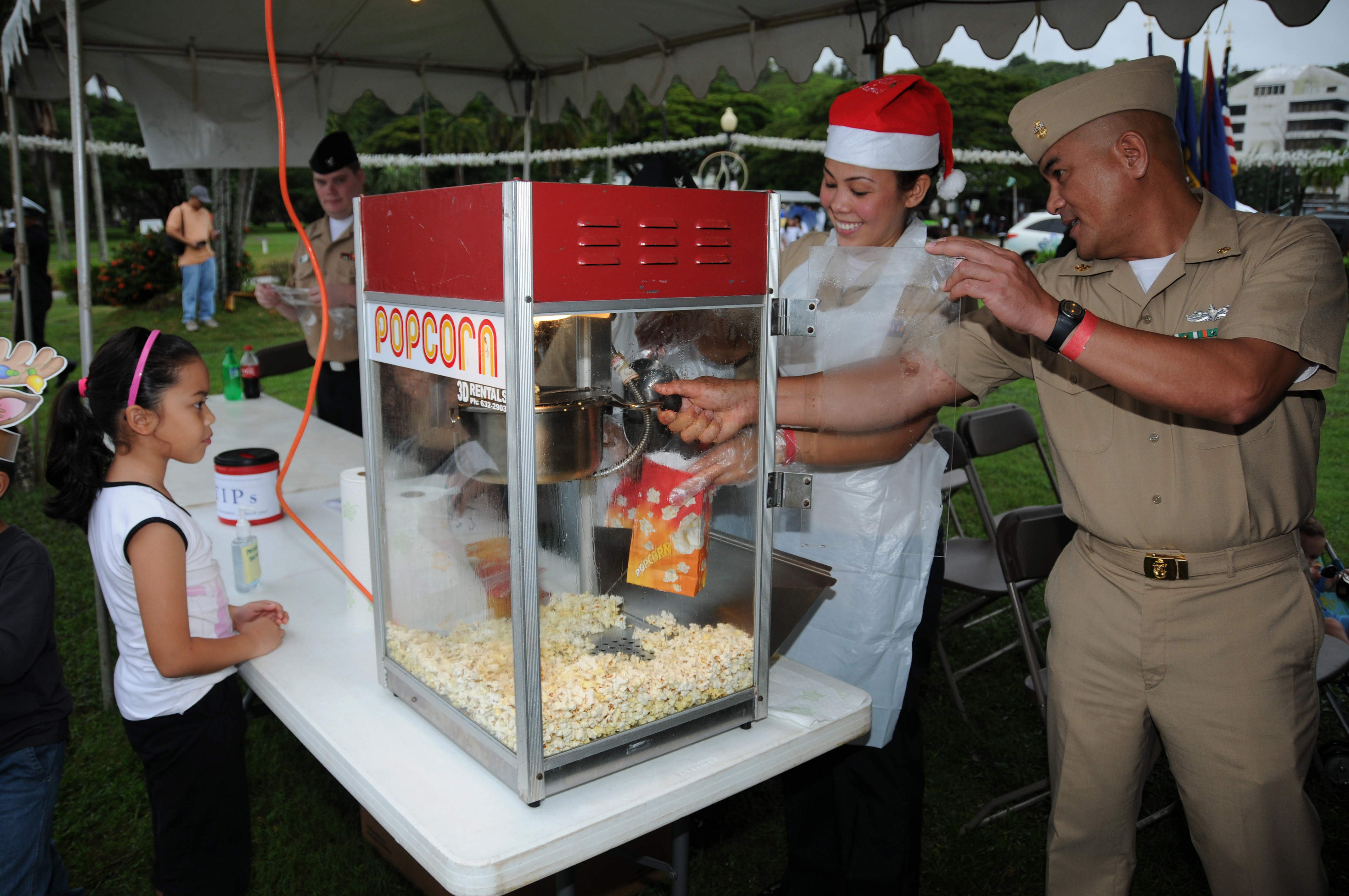
Moderní komerční popkornovač, 2009

Na trhu jsou také k dispozici domácí popkornovače, které se skládají z elektricky vyhřívané okrouhlé nádoby s automaticky poháněnou míchací metlou. Do nádoby se umístí kukuřičná zrna a olej a přiklopí se pokličkou, která zároveň slouží jako servírovací mísa.
V polovině 70. let 20. století vytvořila společnost Pillsbury popcorn vyrobený v mikrovlnné troubě a prodávaný v automatech. Později, s rostoucí poptávkou po mikrovlnných troubách, se tento popcorn začal prodávat i v supermarketech. I když jsou na trhu k dispozici i nízkotučné verze popcornu, stále tvoří tuk v těchto typech popcornu až 60 % množství. Během 80. let 20. století se tak výroba popcornu mohla přesunout plně do domácností bez potřeby vlastnit přístroj výhradně specializovaný pro tento účel, což i významně zvýšilo jeho konzumaci.

## Historie výrobku

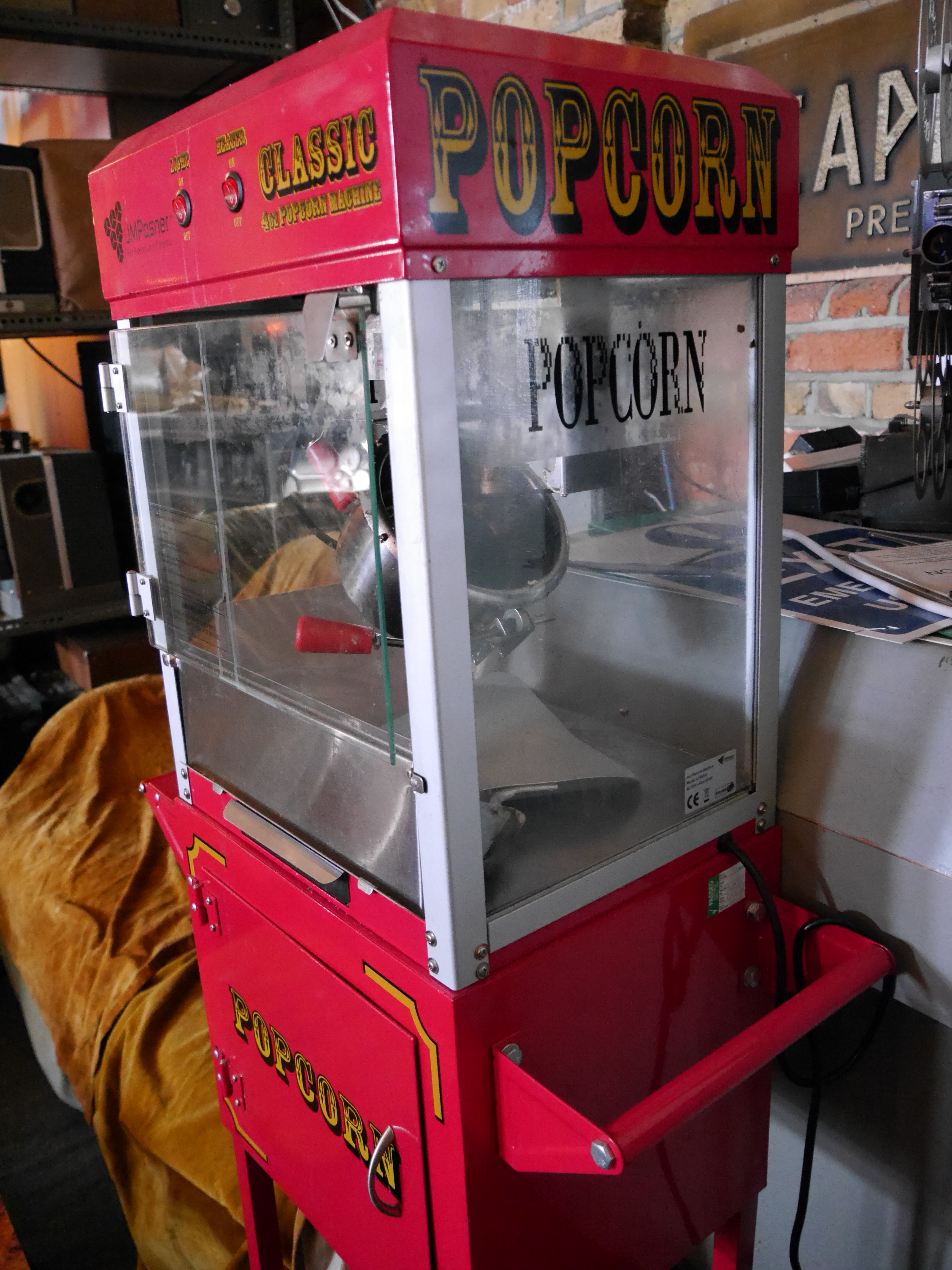
Starý divadelní popkornovač, Cinema Museum v Londýně

Popcorn býval oblíbenou pochoutkou už v dobách starověku, kde se připravoval stejným způsobem jako dnes, tedy pukáním jader zahřátých kukuřičných zrn. Dnes jsou k tomuto účelu pěstovány odrůdy kukuřice se stejným názvem schopné efektivně pukat - popcorn.
Dříve se prodávaly pouze dva druhy popcornu - obyčejný slaný a barevný sladký. Dnes bývá často na výběr několik různých příchutí, podobně jako je tomu třeba u chipsů. Mezi nejběžnější patří sýrová a máslová.